# Gungner (kör)
Studentkören Gungner är en blandad kör vid Mittuniversitetet i Sundsvall. Kören grundades 1995 av David Bodin. Kören har under åren varit ett betydande inslag i Sundsvalls studentliv och även uppmärksammad inom Sundsvalls övriga kulturliv.
1999 spelade kören in skivan TungGungner under ledning av och till pianoackompanjemang av David Bodin. Pål Christensson var musikproducent och spelade kontrabas.
Till Gungners återkommande arrangemang hör en årlig julkonsert, vilken ofta givits goda recensionsomdömen.
Kören medverkade 2009 på Kvartersteatern Sundsvalls jubileumskonsert tillsammans med Tommy Rehn och Nordiska Kammarorkestern
Körnamnet är taget efter asaguden Odens spjut Gungner – som alltid träffade rätt - och är en anspelning på musik med gung.

## Tidigare dirigenter
- David Bodin
- Birgitta Ulming Strand
- Anna Felländer
- Lina Blomqvist
- Patrik Westberg

## Diskografi
- TungGungner, inspelad i Tonhallen Sundsvall och Selångers kyrka mars 1999.